# محاصره اورشلیم (۱۰۹۹)
محاصره اورشلیم از ۷ ژوئن تا ۱۵ ژوئیه سال ۱۰۹۹ در حین نخستین جنگ صلیبی، اتفاق افتاد. در طی آن، صلیبیون به این شهر هجوم برده و این شهر را از چنگ فاطمیان مصر درآوردند. این محاصره بیشتر به دلیل قتل‌عامی که رخ داد و جان تعداد زیادی از اهالی شهر اورشلیم را گرفت، قابل توجه است.
این اردوکشی در پاسخ به درخواست کمک نظامی از طرف آلکسیوس یکم، امپراتور بیزانس به وقوع پیوست. اوربان، سخنرانی‌اش را در شورای کلرمونت به تصمیم‌گیری در مورد این موضوع خاص اختصاص داد و پیشنهاد محاصرهٔ جنگی شهرهای نیقیه و انطاکیه، که به تازگی اشغال شده بودند را مطرح کرد؛ اگرچه، طبق اظهارات شاهدان عینی که پس از سال ۱۱۰۰ م به‌نگارش درآمده‌است، پاپ در سخنرانی‌اش در کلرمونت از اورشلیم و سرزمین مقدس به عنوان هدفی فرعی یاد کرده‌بود
جنگ صلیبی شاهزادگان که در مقایسه از سازماندهی نظامی و جنگی بسیار بهتری برخوردار بود، در اواخر تابستان ۱۰۹۶ م آغاز گشت؛ و سپاه آنان در میانهٔ نوامبر ۱۰۹۶ تا آوریل ۱۰۹۷ م به قسطنطنیه رسید. آن‌ها به آناتولی یورش برده و نیقیه را در ژوئن ۱۰۹۶ و انطاکیه را در ۱۰۹۷ م تسخیر کردند. صلیبیون در ژوئن ۱۰۹۹ م به اورشلیم رسیدند و در جریان حمله‌ای در ۷ ژوئیهٔ ۱۰۹۹ م، شهر را به کنترل خود درآورده و مدافعان را قتل‌عام کردند. تلاش کوچک فاطمیان که برای بازپس‌گیری اورشلیم انجام گردید، توسط صلیبیون در نبرد اشکلون دفع گردید.
آن‌ها هم‌زمان با فتوحاتشان، دولت‌هایی لاتین و صلیبی مانند پادشاهی اورشلیم، کنت‌نشین طرابلس، شاهزاده‌نشین انطاکیه و کنت‌نشین ادسا را پایه‌ریزی کردند. این برخلاف آرزوهای مذهب شرقی امپراتوری بیزانس محسوب می‌گردید. آنان خواستار بازگردانی سرزمین‌هایی بود که مسلمانان از آنان گرفته‌بودند ولی اکنون بیشترشان به دست لاتین‌های کاتولیک افتاده بود. پس از تصرف اورشلیم بیشتر صلیبیون به خانه‌هایشان بازگشتند که باعث آسیب‌پذیری پادشاهی صلیبی در مقابل مسلمانان در طول جنگ صلیبی دوم و سوم گردید.

## پیش‌زمینه

### نخستین جنگ‌صلیبی
پس از جنگ ملازگرد، سلجوقیان در سال ۱۰۷۱ م به اوج قدرت خود رسیدند، اما پس از مرگ آلب‌ارسلان و ملکشاه در سال ۱۰۹۲ م اوضاع رو به آشفتگی رفت و ترکان سلجوقی درگیر جنگی داخلی شدند که منجر به تقسیم حکومت و امپراتوری سلجوقی شد. در این زمان عراق صحنه آشوب‌ها و انقلاب‌هایی بود که به وسیلهٔ اعراب و ترک‌ها رهبری می‌شد. اما در شام، تُتُش در سال ۱۰۹۵ م درگذشت و پسرانش رضوان، حاکم حلب، و دُقاق، حاکم دمشق، پس از کوشش‌های فراوان بر اوضاع مسلط شدند. اورشلیم به حکومت اَرتُقیان انتقال یافت. طرابلس زیر سلطه شیعیان بنی عمار بود. فاطمیان مصر با استفاده از این آشفتگی به گسترش اراضی خویش در فلسطین پرداختند و اورشلیم را تسخیر کردند و موصل در زیر فرمان کِربُغا قرار داشت.

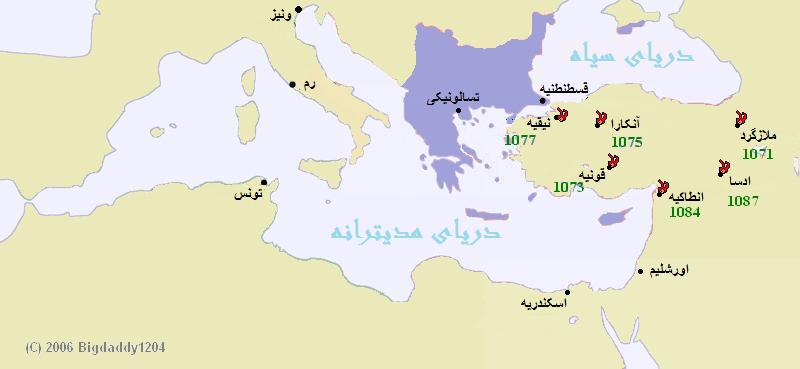
امپراتوری بیزانس کنترل بیشتر قسمت‌های آناتولی را در پی نبرد ملازگرد از دست داد.

امپراتور بیزانس، اَلکسیوس یکم، که نگران پیشروی سلجوقیان به سمت غرب تا نیقیه در پی شکست در نبرد ملازگرد بود، در مارس ۱۰۹۵ م فرستادگانی را به شورای پیاچِنزا فرستاد، تا علیه ترکان از پاپ درخواست یاری نماید. پاپ اوربان دوم شاید به امیدِ از بین رفتن جدایی چهل‌ساله بین کلیسای ارتدوکس و کاتولیک و برقرار شدن دوبارهٔ وحدت دینی در سراسر اروپا، به این درخواست پاسخ مثبت داد. اَلکسیوس و اوربان، پیش از این و در سال ۱۰۸۹ م تماس‌های نزدیکی با یکدیگر برقرار کرده بودند و آشکارا در مورد موضوع یکپارچگی کلیسای مسیحی به گفتگو پرداخته بودند که نشانه‌های قابل توجهی از همکاری میان قسطنطنیه و رُم در سال‌های پیش از آغاز جنگ صلیبی وجود داشته‌است. در ژوئیهٔ ۱۰۹۵ م، پاپ به زادگاه خود در فرانسه رفته تا به جمع‌آوری نیرو برای این اردوکشی مشغول شود. اوج سفر او در شورای کِلِرمونت و در ماه نوامبر رخ داد؛ جایی که او موعظه‌ای شورانگیز را برای تعداد زیادی شنونده از طبقهٔ اشراف و روحانیون ایراد کرد. جمعیت مشتاق حاضر پس از سخنرانی و در پاسخ به پاپ، فریاد دئوس وولت (خدا [این را] می‌خواهد) سردادند. پاپ تاریخ ۱۵ اوت ۱۰۹۶ م، مصادف با روز عروج مریم را برای عزیمت بسوی نخستین جنگ صلیبی قرار داد.
چهار سپاه اصلی از صلیبی‌ها در زمان مشخص شده به‌وسیلهٔ پاپ در اوت ۱۰۹۶ م، اروپا را ترک کردند. آن‌ها مسیرهای مختلفی را به سوی قسطنطنیه برگزیدند و در بیرون از دیوارهای شهر و در میان نوامبر ۱۰۹۶ تا آوریل ۱۰۹۷ م گرد هم‌آمدند؛ اوگ ورماندو نخستین کسی بود که به آنجا رسید و پس از او گادفری، ریموند و بوهموند نیز از راه رسیدند.
سپاه صلیبی‌ها در طول نیمه نخست سال ۱۰۹۷ م، به آسیای کوچک منتقل شده و اَلکسیوس نیز دو تن از ژنرال‌هایش به نام‌های مانوئل بوتومیتس و تاتِیسیوس را نیز برای یاری صلیبی‌ها فرستاد. نخستین هدف لشکرکشی آنان نیقیه بود. نیقیه که در گذشته شهری مهم در قلمرو فرمانروایی امپراتوری بیزانس محسوب می‌شد، در آن هنگام بدل به پایتخت سلطنت سلجوقی روم و فرمانروایی قِلِج ارسلان یکم گشته بود. او که قدرت این سپاه تازهٔ صلیبی را دست‌کم گرفته‌بود در آن هنگام با رها کردن خانواده و خزانه‌اش در شهر، برای جنگ با دانشمندیان به آناتولی مرکزی لشکرکشی کرده‌بود.
پیرو این رویداد و به محض ورود صلیبی‌ها به پشت دیوارهای شهر، این شهر در محاصره‌ای نسبتاً طولانی قرار گرفت. در نهایت پادگان تُرک‌های شهر در ۱۸ ژوئن تسلیم شده و شهر در دست نیروهای بیزانسی قرار گرفت، و این رویداد سرچشمهٔ آغاز درگیری‌های صلیبی‌ها و امپراتوری بیزانس گردید. پرچم‌های امپراتوری بیزانس بر دیوارها و برج‌های شهر برافراشته شدند و صلیبی‌ها از غارت شهر و حتی ورود به آن، جز در دسته‌های کوچک و همراه با محافظ منع شدند. گرچه این اتفاق مطابق با سیاست سوگند وفاداری صلیبی‌ها به الکسیوس و امپراتوری روی داده‌بود اما امپراتور با بخشش هدایای خوراکی به سپاه صلیبی‌ها و نیز هدایایی گرانبها از گنجینهٔ قِلِج ارسلان به سران صلیبی، آنان را از خود خشنود کرد.

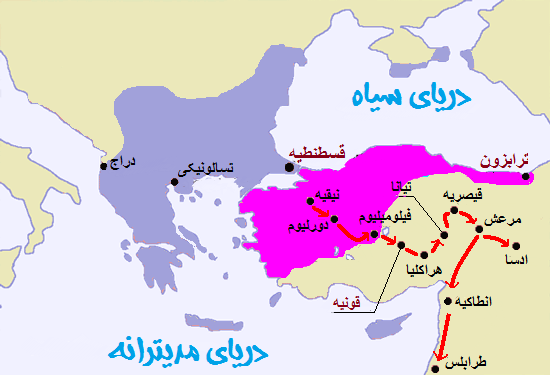
مسیر نخستین جنگ صلیبی از میان آسیا

در پایان ماه ژوئن، صلیبی‌ها از میان آناتولی به حرکت‌شان ادامه دادند. آنان توسط تعدادی از سربازان بیزانسی به فرماندهی تاتِیسیوس همراهی می‌شدند، و همچنان به این امید دل بسته بودند که امپراتور الکسیوس، تمام سپاه بیزانس را پس از آنان به‌سوی‌شان خواهد فرستاد. صلیبی‌ها سپاه‌شان را برای کنترل راحت‌تر به دو دسته تقسیم کردند؛ یک گروه به فرماندهی نورمن‌ها، و دیگری به فرماندهی فرانسوی‌ها. دو گروه از پیش تعیین کرده بودند که در دورلیوم به یکدیگر ملحق شوند، اما در یکم ژوئیه و در نزدیکی دورلیوم با سپاه ارسلان روبرو شدند و در نبردی که روی داد، توانستند نیروهای او را از میان بردارند.
حرکت صلیبی‌ها از میان آناتولی گریزناپذیر بود، اما از آنجایی که ارسلان هر آنچه در پشت سر حرکت سپاهش قرار داشت را سوزانده و نابود کرده بود، این سفر بسیار سخت و طاقت‌فرسا می‌نمود. این رویداد در میانهٔ تابستان بود و در نتیجه تعداد زیادی از افراد و اسب‌های صلیبی‌ها که آب و غذای کمی به‌همراه داشتند، کشته شدند. مسیحیان محلی نیز در بین راه برخی مواقع به آنان غذا و پول، هدیه می‌کردند. صلیبی‌ها نیز هر زمانی که فرصتی به‌دست می‌آوردند، دست به چپاول و غارت می‌زدند. هریک از فرماندهان، درگیری و بحث را پیرامون رهبری کل گروه شروع کرده‌بود، گرچه هیچ‌یک از آنان از قدرت کافی برای این کار بهره‌مند نبود، و تنها آدهمار به عنوان رهبری معنوی سپاه به رسمیت شناخته شده‌بود. پس از گذشتن از میان دروازه‌های کیلیکیه، بالدوین بوین بر سرزمین ارمنی‌ها در پیرامون فرات متمرکز شد. او تصمیم گرفت ملکی را برای خود در سرزمین مقدس تصرف کند و در ابتدای سال ۱۰۹۸ م، او به عنوان جانشین توروس حاکم اِدسا برگزیده شد. توروس در میان رعایای ارمنی به‌خاطر داشتن مذهب ارتدوکس یونانی محبوبیتی نداشت. پس از چندی توروس، در پی شورشی که احتمالاً با تحریک بالدوین روی داده بود، کشته‌شد. در مارس ۱۰۹۸ م، بالدوین به عنوان حاکم جدید انتخاب شد و کنت‌نشین ادسا را به عنوان نخستین دولت صلیبی ایجاد نمود.

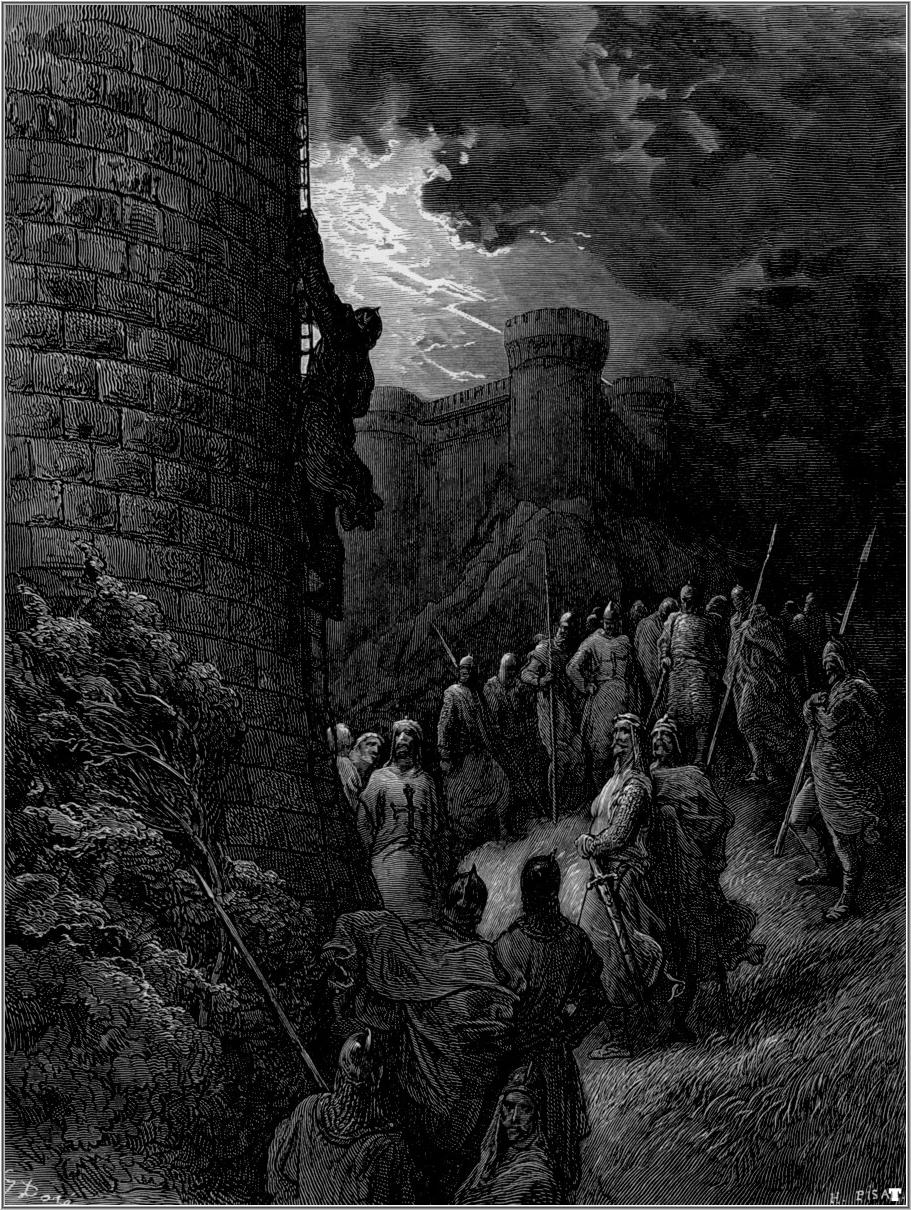
بوهموند به تنهایی از باروی انطاکیه بالا می‌رود. نقاشی از گوستاو دوره (۱۸۷۱)

در همین میان، سپاه صلیبیون به سوی انطاکیه که تقریباً در نیمهٔ راه اورشلیم و قسطنطنیه قرار داشت، حرکت کرد. استفان بلوآ این شهر را «شهری فراتر از باور و بسیار مستحکم و غیرقابل تسخیر» توصیف کرده‌است و ایدهٔ گرفتن شهر با حملهٔ مستقیم باعث سستی صلیبیون گردید. به جای آن، آن‌ها به وادار کردن شهر به تسلیم، یا پیدا کردن خیانتکاری درون شهر امید بسته بودند. (تاکتیکی که در گذشته نیز در انطاکیه روی داده بود و منجر به سلطهٔ بیزانسی‌ها و پس از آن ترکان سلجوقی گشته بود) سپاه صلیبی در ۲۰ اکتبر ۱۰۹۷ م، انطاکیه را محاصره کرد. در طول تقریباً هشت ماه محاصره، آن‌ها مجبور شدند دو سپاه بزرگ کمکی به فرماندهی دقاق و فخرالملوک رضوان، امیران حلب و دمشق را شکست دهند. انطاکیه چنان شهر بزرگی بود که صلیبیون نیرو و سرباز کافی برای محاصرهٔ کامل آن در اختیار نداشتند، و در نتیجهٔ این امر، به شهر کمک و پشتیبانی رسانده می‌شد.
در اوایل ماه مه ۱۰۹۸ م، کربغا، اتابک موصل به همراه نیروهایی از دیگر مناطق عراق و ایران و جمعی از نیروهای امیر ارتقی شمال سوریه از موصل برای پایان دادن به محاصره به سوی انطاکیه حرکت نمود. در پی رسیدن این اخبار به صلیبیون آنان به سرعت به چاره‌اندیشی برای مقابله با این تهدید بسیار بزرگ افتادند. بوهموند توانست یک نگهبان ارمنی تازه مسلمان به نام فیروز را بخرد تا برجش را تسلیم نماید. در نتیجه، در ۳ ماه ژوئن صلیبیون وارد شهر شدند و بسیاری از ساکنان مسلمان آن را قتل‌عام کردند. گرچه تنها چند روز بعد در ۷ ژوئن سپاه کربغا از راه رسید و صلیبیون را در انطاکیه محاصره کرد.
صلیبیون در ۲۸ ژوئن ۱۰۹۸ م، سپاه کربغا را در نبردی تن به تن و خارج از شهر شکست دادند. دلیل این پیروزی صلیبیون، ناتوانی کربغا در سازماندهی گروه‌ها و دسته‌های مختلف سپاهش بود. پس از پیروزی در انطاکیه، به دلیل سرگرم شدن اشراف در میان خودشان برای تعیین حاکم شهر، ادامهٔ جنگ صلیبی و حرکت به سوی سرزمین مقدس برای شش ماه به تأخیر افتاد. سرانجام در آغاز سال ۱۰۹۹ م، صلیبیون با برگزیدن بوهموند به عنوان نخستین شاهزاده انطاکیه، راهپیمایی به سوی اورشلیم را دوباره آغاز کردند.
در جریان پیشروی به سوی اورشلیم در ساحل مدیترانه، صلیبیون به دلیل صلح‌جویی حاکمان محلی و آمادگیشان برای تهیه آذوقه و تجهیزات مورد نیاز صلیبیون، با مقاومت کمی روبرو شدند و تنها مجبور به محاصرهٔ عرقا گشتند که آن را نیز نیمه کاره رها کرده و به ادامهٔ مسیر پرداختند.
افتخارالدوله، فرماندار فاطمی اورشلیم، که از رسیدن صلیبیون آگاه شد، همهٔ ساکنان مسیحی اورشلیم را از شهر اخراج کرد تا احتمال سقوط شهر را به‌خاطر خیانت داخلی کاهش دهد؛ همچنین او بسیاری از چاه‌های اطراف بیرون شهر را نیز مسموم نمود. هنگامی که صلیبیون در ۷ ژوئن به اورشلیم رسیدند، تنها چند سال بود که فاطمیان این شهر را از سلجوقیان بازپس‌گرفته بودند. بسیاری از صلیبیون پس از دیدن شهر و به پایان رسیدن سفر بسیار طولانیشان گریستند.

## محاصره اورشلیم
صلیبیون هنگامی که به حومهٔ اورشلیم رسیدند با منطقه‌ای خشک و بدون گیاه و خالی از منابع آب و غذا مواجه شدند. در این مکان، هیچ دورنمایی برای رسیدن نیروی‌امدادی وجود نداشت و حتی بیم حملهٔ قریب‌الوقوع حاکمان محلی فاطمی نیز می‌رفت. هیچ امیدی به تلاش برای محاصره کردن شهر مانند آنچه در انطاکیه روی داده‌بود، وجود نداشت و صلیبیون از جنگجویان، پشتیبانی، آذوقه و زمان کافی برخوردار نبودند. در مقابل، آن‌ها تصمیم گرفتند تا مستقیماً به شهر یورش ببرند. صلیبیون دارای انتخاب‌های محدوی بودند زیرا برطبق تخمین‌ها از نیروی آنان، تنها ۱۲٬۰۰۰ نفر شامل ۱۵۰۰ سواره‌نظام باقی‌مانده بود. گادفری و تنکرد، در شمال شهر اردوگاهی ساخته بودند، ریموند اردوگاه خود را در جنوب شهر برپا کرد. علاوه بر این، نیروهای پروانسی نیز در ۱۳ ژوئن و در نخستین حمله شرکت نکردند. این اختلافات در میان سپاه صلیبیون به وحدت عمل آنان صدمه می‌زد. در نخستین حمله که احتمالاً بیشتر برای گمانه‌زنی از میزان توان استحکامات صورت پذیرفت، صلیبیون پس از رخنه کردن به دیوار بیرونی، در نفوذ به دیوار درونی شهر ناکام ماندند.
در جلسهٔ پس از شکست نخستین حمله در بین رهبران مختلف صلیبیون برسر لزوم هماهنگی بیشتر در حملات آینده توافق شد. در ۱۷ ژوئن، گروهی از دریانوردان جنوایی تحت فرمانِ برادران امبریاکو وارد بندر یافا شده و سپاه‌صلیبی را با مهندسین ماهر و به احتمال زیاد با قطعات الوارهای چوب کشتی‌هایشان برای ساختن برج‌ها و ابزارآلات محاصره تجهیز کردند. در همین هنگام کشیشی به نام پیتر دزیدریوس مدعی شد که اسقف آدهمار را در خواب دیده‌است. او همگان را به سه روز روزه گرفتن و سپس با طواف دیوارهای اورشلیم با پای برهنه واداشت و گفت که پس از آن، همانند اتفاقی که در داستانی در کتاب مقدس که در مورد محاصره اریحا بوسیلهٔ یوشع روی داده‌بود، شهر سقوط خواهد کرد. پس از سه روز روزه در ۸ ژوئیه، صلیبیون مراسم طواف دسته‌جمعی را به همان صورت که دزیدریوس به آنان آموخته بود، اجرا نموده و مراسم در کوه زیتون و با موعظهٔ پیتر راهب پایان یافت؛ و اندکی پس از این ماجرا، گروه‌های گوناگون صلیبی که با یکدیگر اختلافات شدید داشتند، پیمان به ایجاد روابط حسنه و کنار گذاشتن اختلافات بستند. خبرهای حرکت و خروج سپاه کمکی فاطمیان از مصر، به سپاه صلیبیون نیز انگیزه‌ای بسیار قوی برای حمله‌ای دیگر به شهر داد.

حملهٔ نهایی به اورشلیم در ۱۳ ژوئیه آغاز شد؛ نیروهای ریموند به دروازه جنوبی حمله کرده و در همان هنگام، گروه‌های دیگر به دیوار شمالی حمله نمودند. در ابتدا پروانسی‌ها در دروازه جنوبی پیشرفت کمی داشتند، اما وضعیت نیروها در دیوار شمالی در حالت بهتری قرار داشت؛ آنان آرام ولی به صورت پیوسته در حال از میان برداشتن مدافعان شدند. در روز ۱۵ ژوئیه، یورش نهایی در هر دو سمت شهر آغاز شد و در نهایت استحکامات لایهٔ درونی دیوار شمالی، تسخیر گشت. هراس به وجود آمده ناشی از این رویداد در مدافعان، آنان را بر آن داشت تا دیوارهای شهر را در هر دو سوی شهر رها کنند و در نهایت به صلیبیون اجازه دهند که وارد شهر شوند.

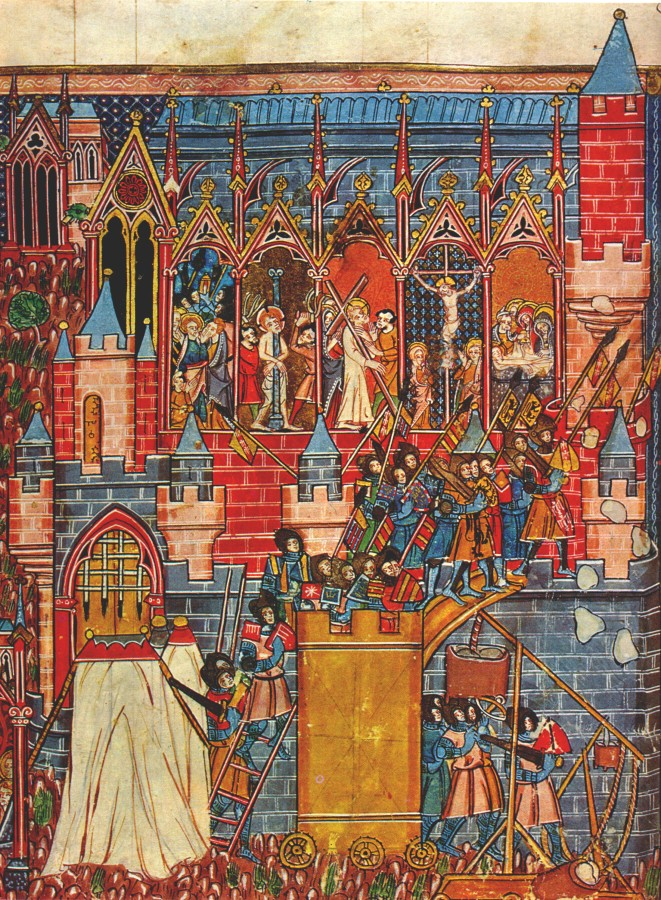
محاصره اورشلیم، تصویر شده در نسخه‌ای خطی از قرون وسطی

پس از حمله موفقیت‌آمیز به دیوار شمالی، مدافعان درحالی که توسط تنکرد و مردانش تعقیب می‌شدند، به سمت حرم شریف فرار کردند. پیش از آنکه مدافعان بتوانند منطقه را تسخیر کنند و سنگر بگیرند، مردان تنکرد به آنجا حمله، و بسیاری از مدافعان را سلاخی کردند و بازماندگان نیز در مسجد الاقصی پناه گرفتند. تنکرد کشتار را متوقف کرد و اعلام کرد، کسانی که در مسجد هستند مورد حمایت او و در امان خواهند بود. هنگامی که مدافعان دیوار جنوبی، دربارهٔ رویداد سقوط دیوار شمالی شنیدند، به سمت ارگ گریخته و اجازه دادند تا ریموند و پروانسی‌ها نیز وارد شهر شوند. افتخارالدوله، فرمانده پادگان شهر، در پی قراردادی با ریموند، ارگ را در قبال حفظ جان خود و محافظانش تسلیم او کرد و در عوض با امنیت و درپناه سپاه ریموند، به اشکلون رفت.
گزارش‌های شاهدان عینی در میان سپاه صلیبیون، تأییدکنندهٔ درستی رویداد کشتار فجیع و بسیار بزرگ پس از محاصره است. با این وجود، برخی از مورخان گفته‌اند که مقیاس این کشتار در منابع قرون وسطایی، بیش از حد بزرگنمایی شده‌است.
کشتار در ادامهٔ روز نیز ادامه یافت. تمام مسلمانان کشته شده و یهودیانی که در کنیسه جامع پناه گرفته بودند، بوسیلهٔ صلیبیون و همراه با کنیسه‌شان به آتش کشیده شدند. روز بعد، زندانیان تنکرد در مسجد الاقصی نیز کشته شدند. با این وجود، واضح است که برخی از مسلمانان و یهودیان این شهر از این کشتار، جان سالم به در برده یا فرار کردند یا برای دریافت خون‌بها به اسارت درامدند. جمعیت مسیحی شرقی این شهر، پیش از محاصره توسط فرماندار شهر اخراج شده بودند و بدین ترتیب از این کشتار جان سالم بدر بردند.

## پیامدها

### برپایی پادشاهی اورشلیم

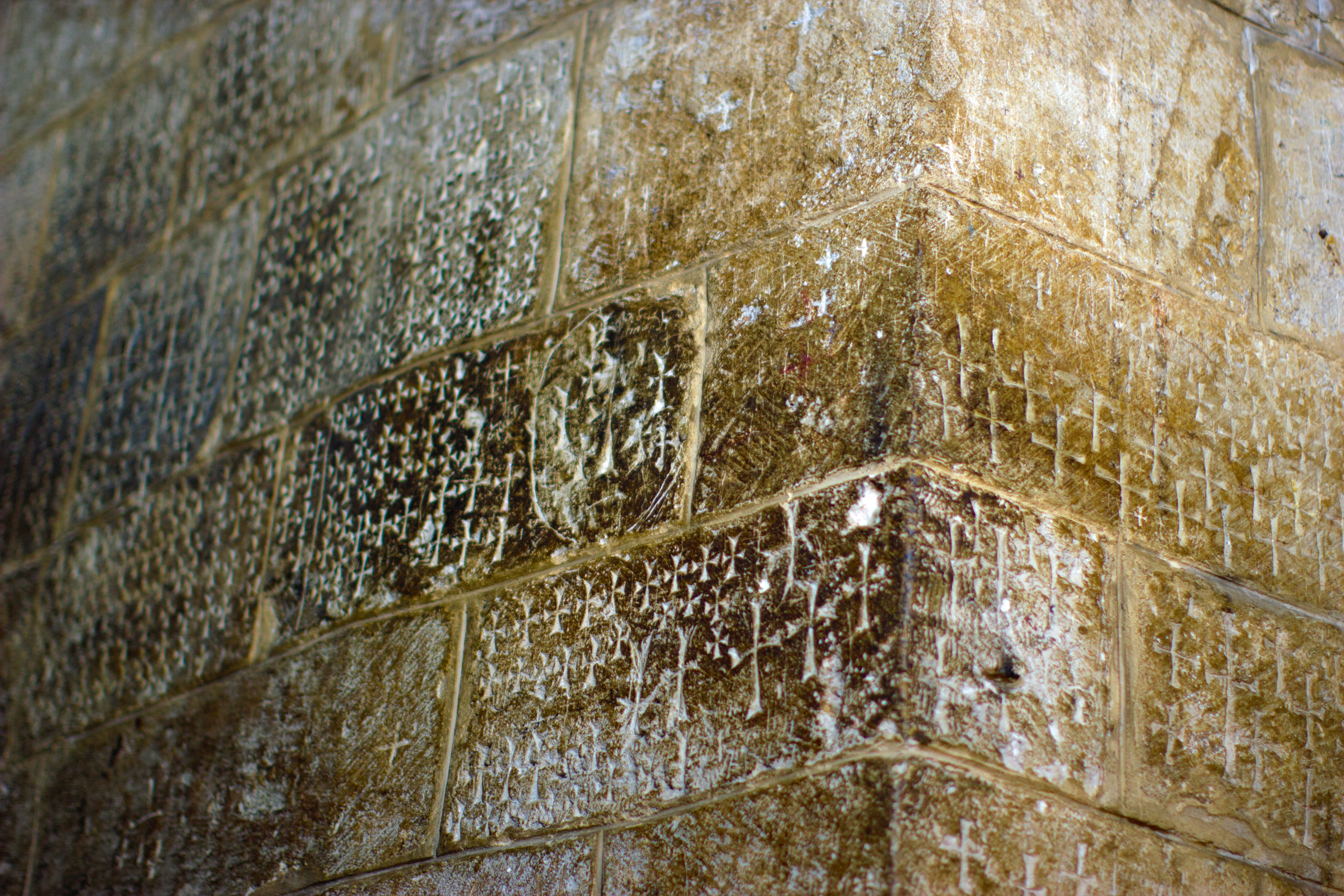
نوشته‌ای مربوط به صلیبیون در کلیسای مقبره مقدس، اورشلیم

در ۲۲ ژوئیه شورایی در کلیسای مقبره مقدس برپا شد تا پادشاهی برای پادشاهی تازه ایجاد شدهٔ اورشیلم برگزیند. ریموند تولوز در ابتدا شاید برای نشان دادن تقوایش، پادشاه شدن را نپذیرفت، اما احتمالاً امیدوار بود که دیگر نجیب‌زادگان بر انتخاب او در هر صورتی پافشاری بورزند. گادفری که پس از اعمال ریموند در محاصرهٔ انطاکیه محبوبیت بیشتری بدست آورده بود، جایگاه پادشاهی اورشلیم را پذیرفت اما عنوان پادشاه را برای خودش نپذیرفت. ریموند که از این ماجرا خشمگین شده‌بود، سپاهش را از شهر به مقصد حومه شهر خارج نمود.

ماهیت و معنی دقیق عنوان گادفری مورد بحث و اختلاف دیدگاه‌ها است. اگرچه به صورت گسترده‌ای ادعا شده که وی عنوان آدوکاتوس سانتی سپولکری («حامی» یا «مدافع» مقبره مقدس) را برگزیده‌است، اما این عنوان تنها در نوشته‌هایی که خود گادفری نویسندهٔ آن‌ها نبوده، موجود است. به جای آن، گادفری خودش را به طرز ابهام‌برانگیزی پرینچپس یا به طرز ساده‌ای دوکس از لورن سفلی می‌نامیده‌است. طبق گفتهٔ ویلیام صوری در اواخر سده دوازدهم میلادی، گادفری در آن هنگام جنگجویی افسانه‌ای در اورشلیم صلیبی محسوب می‌شد؛ او از برسر گذاشتن «تاج طلایی» در مکانی که مسیح «تاجی از خار» برسر داشت، خودداری کرد. رابرت راهب، تنها رویدادنگار دوره جنگ‌های صلیبی است که نوشته‌است گادفری عنوان «پادشاه» را برگزیده است.

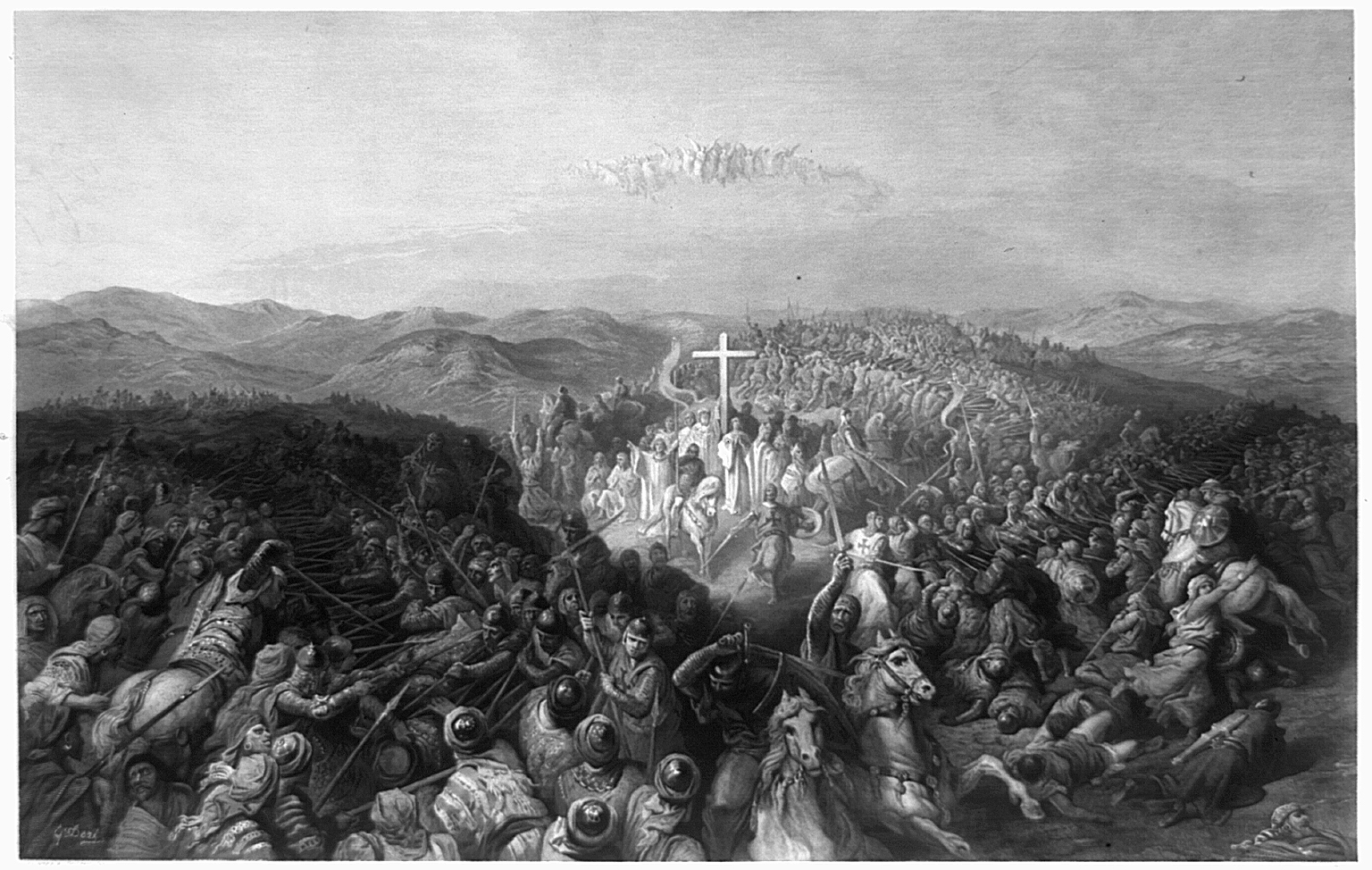
یک نقاشی از نبرد اشکلون، برپایهٔ تصویر اصلی‌ای از گوستاو دوره (۱۸۷۱)

صلیبیون در هنگام حرکت به سوی اورشلیم، تلاش کردند با فاطمیان مذاکره کنند ولی مفید واقع نشد. صلیبیون پس از تصرف اورشلیم متوجه شدند که فاطمیان در حال تدارک حمله‌ای به آنان هستند. در ۱۰ اوت گادفری بوین، سربازان باقی‌مانده را در یک راهپیمایی یک روزه از اورشلیم به سمت اشکلون هدایت کرد.
شمار سپاه فاطمیان که بین ۲۰٬۰۰۰ تا ۳۰٬۰۰۰ تن تخمین زده‌شده در نبرد شرکت کردند. سربازان آن‌ها شامل ترکان سلجوقی، عرب‌ها، پارس‌ها، کردها و اتیوپیایی‌ها می‌شد که توسط وزیر افضل شاهنشاه فرماندهی می‌شدند. در مقابل آن‌ها نیروهای صلیبی قرار داشتند، که شمار آن‌ها توسط ریموند آگیولرس پیرامون ۱۲۰۰ شوالیه و ۱۰٬۰۰۰ پیاده‌نظام تخمین زده شده‌است.
در روز ۱۲ اوت، پیش‌آهنگان صلیبی، محل برپایی اردوگاه فاطمیان را کشف کردند، سپس سپاه صلیبی‌ها به سرعت به سمت آنان حرکت نمود. براساس گفته‌های بیشتر صلیبیون و مسلمانان، فاطمیان غافلگیر شدند. به گفتهٔ آلبرت اکس، به دلیل آماده نبودن کامل سپاه فاطمیان، مدت نبرد نسبتاً کوتاه بود، اگرچه با این وجود، جابجایی نیروها مدت زمان زیادی نیاز داشت. پس از شکست در نبرد، افضل شاهنشاه و باقی‌ماندهٔ سپاه او به شهر مستحکم و دارای استحکامات اشکلون عقب‌نشینی کردند. روز بعد صلیبیون آگاه شدند که افضل شاهنشاه بوسیلهٔ کشتی کوچکی به مصر عقب‌نشسته‌است، بنابراین آن‌ها به غارت اردوگاه فاطمیان و چیزی‌های باقی‌مانده پرداختند. پس از بازگشت به اورشلیم، بیشتر صلیبیون سرزمین مقدس را ترک و به خانه‌های خود در اروپا بازگشتند.

## یادداشت
1. ↑  Madden, Thomas F. The New Concise History of the Crusades page 33 (Rowman & Littlefield Pub. , Inc. , 2005). The تاریخچهٔ سوری ۱۲۳۴ یکی از منابعی است که ادعا کرده‌است که همهٔ مسیحیان اورشلیم پیش از رسیدن سپاه صلیبیون از شهر تبعید شده بودند. «نخستین و دومین جنگ صلیبی از تاریخ‌نگار ناشناس اهل سوریه» Trans. A.S. Tritton. Journal of the Royal Asiatic Society, 1933, p. 73. این امر برای جلوگیری از همکاری آن‌ها با صلیبیون صورت گرفت.
2. ↑  Advocatus Sancti Sepulchri
3. ↑  princeps
4. ↑  dux